# ロマンティック 浮かれモード
「ロマンティック 浮かれモード」（ロマンティック うかれモード）は、藤本美貴の3枚目のシングル。2002年9月4日発売。

## 概要
- オリコンウィークリーシングルチャートにて3位となり、自己最高位記録を更新した。
- 本作で2002年のNHK紅白歌合戦に初出場を果たし、トップバッターをつとめた。なお、この時のバックでは同じく紅白に出場しており、当時の藤本が所属していたハロー!プロジェクトのモーニング娘。がダンスを披露した[1]。
- イントロが流れるとともに観客が行う土下座、サビ前の「美貴様美貴様お仕置きキボンヌ!」、最後の「大の大人が!」のコールなどインパクトの強さもあいまって、00年代以降のアイドルファンにとっては、特にヲタ芸を打つ代表曲として知られる[2]。通称「ロマモー」。

## 収録曲
全作詞・作曲：つんく
1. ロマンティック 浮かれモード
編曲：上杉洋史
2. ケーキ止めました
編曲：花田裕之
3. ロマンティック 浮かれモード (Instrumental)

## 参加ミュージシャン
ロマンティック 浮かれモード
- キーボード&プログラミング：上杉洋史
- ギター：鈴木健治
- トランペット&トロンボーン&サックス：YOKAN
- コーラス：つんく

ケーキ止めました
- ギター：花田裕之・下山淳・こーじ
- タンバリン：飯田ヒロシ
- ベース：沖山優司
- ドラム：椎野恭一
- キーボード&プログラミング：湯浅公一
- コーラス：原田真理子

## カバー
- 岡井千聖（℃-ute） - 配信アルバム『ハロカバ』（配信：2011年1月24日発売、ライブ会場限定CD：2011年1月25日発売）に収録。CDは2011年2月18日より通販サイトe-LineUP!でも注文を受け付け、2011年5月中旬に発送された[3]。
- 菊地真（平田宏美） - アルバム『THE IDOLM@STER MASTER ARTIST 4 04 菊地真』（2020年11月11日発売）に収録。
- 一色萌 - トリビュートアルバム『シューティング スター』（2024年11月11日発売）に収録。